# Neurophyseta durgalis
Neurophyseta durgalis là một loài bướm đêm trong họ Crambidae.